# Le Roi des Halles
Le Roi des Halles est un roman historique de Juliette Benzoni paru en 1998 chez Plon. Il constitue le second volet de la série Secret d'État.